# La ragazza delle oche

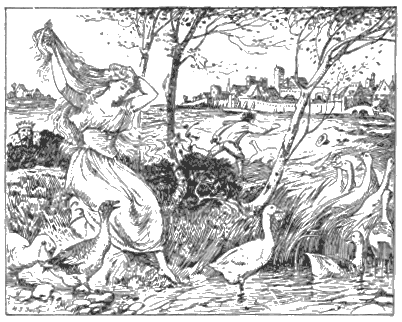
Illustrazione di H.J. Ford del 1889, da Il libro blu delle fiabe

La ragazza delle oche, nota anche come La guardiana delle oche o La piccola guardiana d'oche (titolo tedesco: Die Gänsemagd / titolo francese: La petite gardeuse d'oies) è una fiaba raccolta dai fratelli Jacob e Wilhelm Grimm nel 1815 nel secondo volume dell'opera Le fiabe del focolare (Kinder- und Hausmärchen), dove rappresenta il numero 89. Rientra nel tipo 533 del sistema di classificazione Aarne-Thompson (The Speaking Horsehead).

## Trama
Una regina, vedova da molto tempo, aveva una figlia che promise in moglie a un principe di un paese molto lontano. Il giorno della partenza la regina le preparò un corredo di oggetti preziosi oltre a una cameriera come compagnia durante il viaggio. Entrambe vennero provviste di cavallo, e quello della principessa si chiamava Falada e sapeva parlare.
All'ora dell'addio la madre si ferì le dita e fece gocciolare tre goccioline di sangue su un fazzoletto bianco che donò alla figlia come aiuto durante il viaggio. 
Dopo un'ora trascorsa cavalcando, alla principessa venne una gran sete così chiese alla cameriera di andarle a prendere dell'acqua a un ruscello che scorreva lì vicino, ma la cameriera si rifiutò rispondendole rudemente. La principessa, però, aveva molta sete quindi si chinò per bere direttamente al ruscello, ma le tre gocce di sangue le dissero:" Se lo sapesse tua madre, le si spezzerebbe il cuore".
Così la ragazza rimontò a cavallo senza bere, ma dopo non molto le venne di nuovo sete. Chiese di nuovo alla cameriera di andarle a prendere dell'acqua, ma dopo il rifiuto di questa, fu costretta a chinarsi direttamente sul ruscello e le tre goccioline di sangue dissero di nuovo:" Se lo sapesse tua madre, le si spezzerebbe il cuore", ma mentre la principessa si chinava il fazzoletto che portava in seno scivolò portato via dalla corrente senza che la principessa se ne accorgesse. La cameriera, però, aveva visto tutto e sapeva che la principessa era diventata più vulnerabile così la costrinse a cambiare cavallo e vestiti con i propri e a giurare che non avrebbe raccontato a nessuno quella vicenda.
Una volta arrivati al castello la cameriera, vestita da principessa, sposò il principe e la vera principessa dovette aiutare un ragazzo di nome Carletto a sorvegliare le oche.
La cameriera inoltre fece uccidere Falada, il cavallo parlante, perché aveva paura che potesse parlare e svelare la sua vera identità. Venuta a sapere della sorte che toccava al cavallo, la principessa pagò il macellaio incaricato di uccidere Falada affinché appendesse la testa del cavallo sotto la volta di una porta buia della città che la ragazza attraversava tutti i giorni per raggiungere il campo dove sorvegliare le oche.
La mattina seguente, mentre passava sotto la porta con Carletto, la principessa disse:
"Oh Falada, che lì appeso te ne stai"
e la testa del cavallo rispose:
"Oh, principessa che per la strada te ne vai, se solo tua madre lo sapesse, il cuore le si spezzerebbe"
Una volta arrivati nel campo la ragazza si sciolse i lunghi capelli biondi per spazzolarli, ma Carletto gliene voleva rubare alcuni così la principessa disse:
"Soffia, soffia, venticello, di Carletto fa' volare il cappello, lascia che lo insegua a perdifiato, finché i miei capelli ho pettinato"
Allora soffiò un vento che fece volare via il cappello di Carletto che fu costretto a rincorrerlo fino a quando la principessa finì di pettinarsi così Carletto non poté rubarle neanche un capello.
Il giorno seguente si ripeté il colloquio colla testa del cavallo sotto la porta e una volta arrivati nel campo la ragazza volle pettinarsi i capelli così invocò di nuovo il vento che fece volare il cappello di Carletto che lo rincorse fino a quando la principessa finì di pettinarsi. Dopo il ritorno in città, Carletto andò dal re e gli disse che non voleva più sorvegliare le oche con quella ragazza perché gli faceva in continuazione scherzi e raccontò del colloquio con Falada e dell'invocazione del vento che gli faceva volare il cappello. Il re gli ordinò di sorvegliare le oche con quella ragazza anche per il giorno seguente perché il re stesso avrebbe controllato come andavano effettivamente le cose.
La mattina dopo il re si nascose sotto la porta buia e senti il colloquio con la testa di cavallo appesa e si nascose dietro un masso nel campo per spiare le mosse della principessa e Carletto che dovette anche questa volta rincorrere il suo cappello trasportato dal vento.
Una volta tornati in città il re convocò la ragazza e le chiese il perché di tutte quelle stranezze, ma lei gli disse che non poteva rispondere e per quanto il re insistesse non riuscì a sapere niente finché le disse di andare a parlarne con la stufa ed uscì dalla stanza. La ragazza allora si confidò con la stufa e il re la sentì attraverso il tubo, così chiamò il principe dicendogli che aveva sposato la donna sbagliata.
Per smascherare la cameriera bugiarda il re organizzò un grande banchetto dove entrambe le ragazze erano presenti. Una volta mangiato il re chiese alla cameriera, quasi per gioco, come avrebbe trattato una persona che mentiva al proprio signore, la cameriera rispose che l'avrebbe spogliata e rinchiusa in una botte piena di chiodi e di venire trascinata per le scale da cavalli fino alla morte. Il re allora la condannò alla stessa punizione da lei pronunciata e finalmente il principe poté sposare la vera principessa.

## Adattamenti
- The Goose Girl (1915), film di Frederick A. Thomson.
- Die Gänsemagd (1957), film di Fritz Genschow.
- Die Gänsemagd (1971), cortometraggio di Rudolf Jugert.
- La principessa guardia delle oche (1977) episodio 34 della serie anime Le più belle favole del mondo.
- Die Gänsemagd (1986), cortometraggio animato di Horst Tappert.
- Die Geschichte von der Gänseprinzessin und ihrem treuen Pferd Falada, (1989) di Konrad Petzold
- Simsalagrimm (Simsala Grimm, 1999-2010), serie animata tedesca della Hahn Film, episodio 11 della seconda stagione.
- La guardiana di oche (2009), episodio 5 della seconda stagione della serie televisiva tedesca Le più belle fiabe dei fratelli Grimm, con Karoline Herfurth e Florian Lukas.